# 왕시
왕시(중국어: 王檄 왕격, 1984년 1월 9일 ~ )는 중국의 바둑 기사이다. 2006년 9단에 올랐다.

## 약력
- 2002년 삼성화재배 본선
- 2003년 제2회 CSK배 바둑아시아대항전 중국 대표.
- 2004년 제6회 농심배 중국 대표, 제2회 도요타덴소배 32강, 제9회 삼성화재배 준우승(대 이세돌 0:2), 신인왕전 준우승
- 2005년 제10회 삼성화재배 16강
- 2006년 제6회 이광배 우승(대 창하오 1:0), 제18회 TV 바둑 아시아 선수권대회 우승(대 이창호 1:0), 9단으로 승단, 전국 개인전 우승
- 2007년 제9회 농심배 3연승(홍민표, 고노 린, 조한승)
- 2009년 제6회 창기배 우승(대 왕야오 2:0)
- 2010년 제12회 농심배 대표
- 2011년 제16회 LG배 32강
- 2012년 제14회 농심배 3연승(후지타 아키히코, 김지석, 안자이 노부아키)

## 특이사항
2004년 초까지 평범한 신예 바둑 기사였으나 제9회 삼성화재배에서 일약 결승까지 치고 올라가 주목받았다. 이후 꾸준한 성적으로 정상권을 맴돌았으며 2014년 3월 현재는 중국 랭킹 4위로 '90후' 세대의 틈바구니에서 '소호' 세대의 저력을 보여주고 있다.